# 克劳迪娅·施奈德
克劳迪娅·施奈德（英語：Claudia Schneider，1951年9月16日—），美国女子赛艇运动员。她曾代表美国参加世界赛艇锦标赛，获得一枚银牌。她也曾参加1976年夏季奥林匹克运动会。